# センコーグループホールディングス
センコーグループホールディングス株式会社（英: SENKO Group Holdings Co.,Ltd.）は東京都江東区潮見に本社を置き、日本の大手総合物流企業のセンコーなどを傘下に置く持株会社である。みどり会の会員企業であり三和グループに属している。
東証プライム市場の上場企業であり、JPX日経インデックス400の構成銘柄の一つである。

## 概要
貨物自動車運送事業をはじめ、鉄道利用運送事業、海上運送事業、国際物流事業、倉庫事業など幅広い物流サービスを提供している。旭化成、積水化学工業、積水ハウスが大荷主であり、合成樹脂のバルク輸送や住宅建材輸送を手がけている点も特徴である。2017年4月1日、持株会社に移行のうえ、現在の社名に変更した（後述）。
1916年（大正5年）に発足した海運業者の富田商会がルーツであり、日本窒素肥料（現在のチッソ）の原材料・製品の専属輸送を手掛けていた。1941年（昭和16年）には日本窒素肥料の100%子会社となり、日窒運輸株式会社に社名を改め、日窒コンツェルンの輸送部門を担っていた。
戦後の1946年（昭和21年）、財閥解体に伴い、日窒運輸も解散する。
旧日窒運輸の社員は新会社の設立を決め、新たに扇興運輸商事株式会社を立ち上げ、後に、社名を扇興運輸へと改めつつ順調に業績を伸ばす。その後、旧日窒コンツェルンの流れを汲むチッソ、旭化成、積水化学工業、積水ハウスといった化学・住宅メーカーを大荷主として、石化・樹脂物流や住宅物流をメインとする物流企業へと成長してゆく。
1973年（昭和48年）に社名を、カタカナ表記のセンコーに改め、相前後してシンボルマークをグローバルアポロ、コーポレートカラーを緑色と白色と朱色に定める。人目を引くクリスマスカラーの車体にアポロマークが描かれているという、現在のセンコー車両のスタイルが確立したのはこの頃である。
近年の動向として、単に物を運ぶだけの運輸業からの脱却を目指し、「流通情報企業」という看板を掲げて、物流システムの情報化を強く打ち出している点が挙げられる。また、化学・住宅系の安定大荷主に頼るばかりでなく、新規顧客獲得を目指した量販・小売等の流通ロジスティクス事業を今後の成長の柱と位置づけ、新規物流センターを積極的に開設している。さらにモーダルシフトに対応した内航海運事業や通運事業、荷主企業の海外生産に対応した国際物流事業、サード・パーティー・ロジスティクス事業者として顧客によるアウトソーシングの要請に応える物流コンサルティング事業にも注力している。
セグメント別に見ると、物流事業が7割弱の売上高を出し、商事事業等が残りの3割を占めるといった構成になっている。物流事業が主力であることには依然として変わりはないが丸藤、スマイル、アストなど買収した企業の業績が寄与し、商事事業が急伸している。

## 沿革
- 1916年（大正5年）9月 - 前身となる富田商会を設立。
- 1936年（昭和11年）2月 - 富田商会が株式会社富田商会に法人化。
- 1941年（昭和16年）4月 - 商号を株式会社富田商会から日窒運輸株式会社に変更。
- 1946年（昭和21年）6月 - 財閥解体諸法令の適用をうけて日窒運輸株式会社が解散。
- 1946年（昭和21年）7月 - 大阪市北区宗是町1番地(現・中之島3丁目)に扇興運輸商事株式会社を設立。
- 1946年（昭和21年）10月 - 商号を扇興運輸株式会社に変更。
- 1953年（昭和28年）6月 - 延岡運輸株式会社を合併。
- 1961年（昭和36年）8月 - 扇興汽船株式会社を合併。
- 1961年（昭和36年）10月 - 大阪証券取引所市場第二部に株式を上場。
- 1970年（昭和45年）10月 - 本店を大阪市北区芝田町65-1に移転。
- 1973年（昭和48年）10月 - 商号をセンコー株式会社に変更。
- 1975年（昭和50年）3月 - 大阪証券取引所市場第一部に株式を上場。
- 1977年（昭和52年）4月 - 株式会社センコー計算センター設立。(現：センコー情報システム株式会社)
- 1982年（昭和57年）10月 - 株式会社オー・エー・エス設立。(現：センコー商事株式会社)
- 1985年（昭和60年）8月 - 本店を大阪市北区芝田2丁目7-18に移転。
- 1990年（平成2年）2月 - 東京証券取引所市場第一部に株式を上場。
- 1996年（平成8年）7月 - 総合交通・物流研修施設「クレフィール湖東」開設。
- 2000年（平成12年）8月 - 本店を大阪市北区大淀中1丁目1-30に移転。
- 2005年（平成17年）11月 -株式会社阪急交通社と包括的な物流業務提携で合意[5][6][7][8]。
- 2007年（平成19年）5月 - 株式会社エーラインアマノの事業を譲受し、センコーエーラインアマノ株式会社を設立[9]。
- 2009年（平成21年）2月 - 東京納品代行株式会社を子会社化[10][11]。
- 2009年（平成21年）7月 - 株式会社丸藤を子会社化[12]。
- 2009年（平成21年）10月 - エイチ・ツー・オー　リテイリング株式会社傘下の、江坂運輸株式会社と阪神運送株式会社を子会社化[13][14]。
- 2011年（平成23年）9月 - 株式会社スマイルを子会社化[15][16][17]。
- 2012年（平成24年）1月 - 中国ピアノ運送株式会社（現：ハーコブ株式会社）を子会社化。
- 2013年（平成25年）10月 - アスト株式会社を子会社化[18][19][20]。
- 2014年（平成26年）6月 - 三協物流荷役株式会社、三協ロジスティクス株式会社を子会社化[21][22][23]。
- 2014年（平成26年）10月 - 株式会社ランテック、株式会社光輝を子会社化。
- 2015年（平成27年）4月 - 東京本社を三陽商会から購入した潮見SIFビル(東京都江東区潮見2丁目8-10)に移転[24][25]。
- 2016年（平成27年）4月 - 株式会社オンワードホールディングス傘下のアクロストランスポート株式会社を子会社化[26]。
- 2017年（平成29年）4月1日 - 純粋持株会社体制に移行し、センコーグループホールディングス株式会社に社名変更。本店を潮見SIFビルに移転。事業会社としてセンコー株式会社を新設[27]。
- 2017年（平成29年）4月 - JX金属株式会社傘下の日本マリン株式会社を子会社化[28]。
- 2020年（令和2年）11月 - 寺内株式会社を子会社化[29]。
- 2020年（令和2年）12月 - 株式会社UACJ傘下の株式会社UACJ物流を子会社化[30]。
- 2021年（令和3年）1月 - 小津産業株式会社傘下のアズフィット株式会社を子会社化[31]。
- 2022年（令和4年）12月 - 中央化学株式会社を子会社化。
- 2023年（令和5年）12月 - 株式会社SERIOホールディングスを子会社化。

## コーポレート・アイデンティティー

### 社名・社章・ロゴマーク

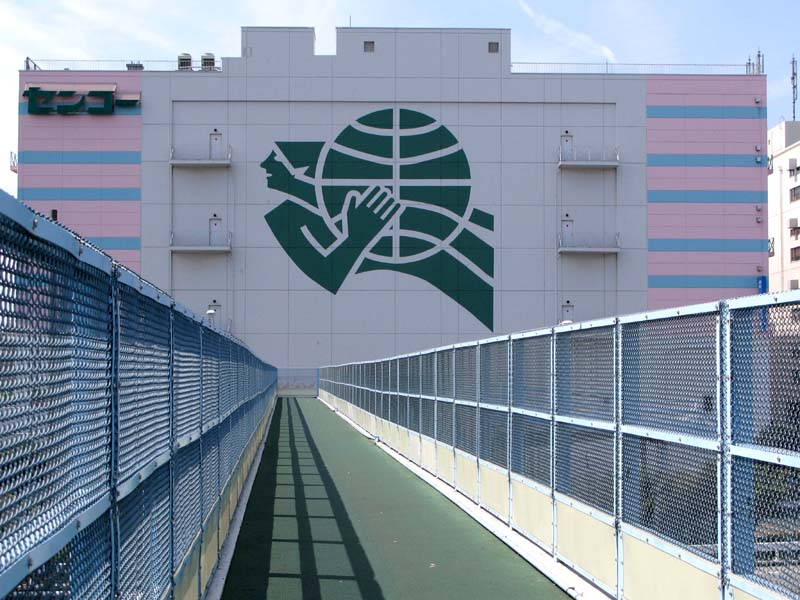
センコー東京主管支店平和島PDセンター外観。ロゴマークおよびシンボルマークが大きく描かれている。

設立時の扇興運輸商事株式会社という社名は、日本窒素肥料のシンボルマークであった「扇」を「興」すという意味を込めて名づけられた。戦後の混乱による運輸事業の収入の不透明さのため、ジャコなどの産地直送を行う商事事業を行う意図があり「商事」の2文字が入れられたが、社内外からの反対意見等を勘案して、3か月後には「商事」を取って扇興運輸株式会社に改められた。
現在の社章・ロゴマークは、1973年（昭和48年）に扇興運輸株式会社からセンコー株式会社へと社名変更した際に制定された。社章はアルファベット表記の社名「SENKO」から「S」と「K」とを取り、その2つを組み合わせて作られている。

### シンボルマーク
センコーの車両や営業所等に描かれている「グローバルアポロ」と呼ばれるシンボルマークは、1972年（昭和47年）に車両塗色の変更と同時に制定されており、ギリシア神話の太陽神アポロが地球を運ぶ姿を図案化したものである。

### コーポレートカラー

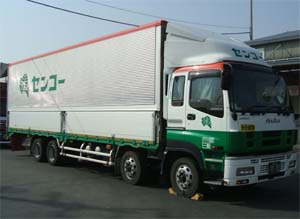
センコーの10tウィングトラックの一般的な塗装。

1972年（昭和47年）に、コーポレートカラーが主色である明るい緑色（パントン347）と補色である朱色（ウォーム・レッド）と白色に定められた。
センコーの車両の場合、下部を緑色、上部を朱色、その間の部分を白色に塗り分けるのが通常である。主体となるのは緑色であり、車両に限らず単色で塗装する必要がある場合は緑色が採用される場合が多い。現在は従業員の制服も、上着が緑色、ポロシャツが朱色に定められている。

### 社是
| 「 | 確実（Sure）・迅速（Swift）・スマイル（Smile） 流通事業の使命を自覚し、つねに最高の技術、最高の能力、最高のマナーをもって、顧客の立場に立って義務の完遂を図る。 これが3Sの精神である。 | 」 |

## 事業内容

### 流通ロジスティクス

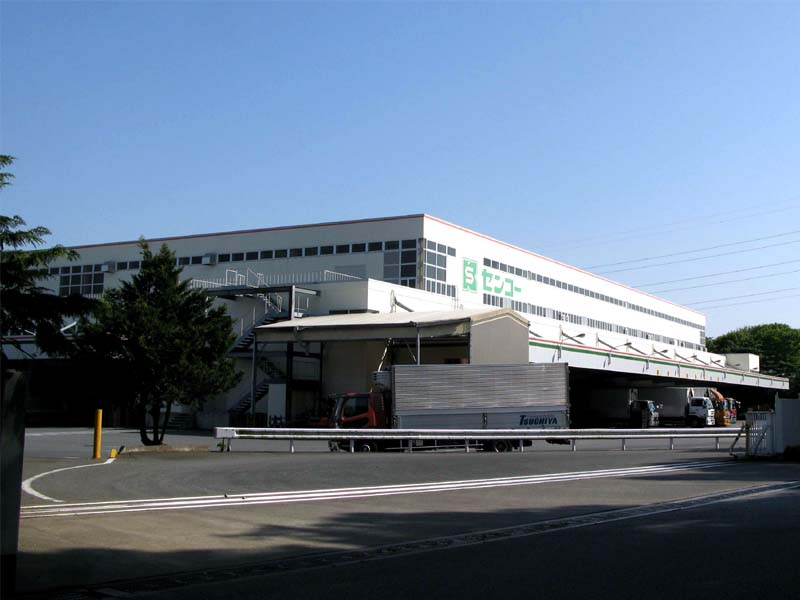
センコー柏支店第1納品代行センター外観

2023 (令和4)年度で約2,842億円の売上高を上げており、センコーグループホールディングスの物流事業セグメントにおいて現在最も成長性の高い事業分野である。
この事業の具体的態様は、顧客の業態・受託契約内容によって千差万別ではあるが、主として量販・小売チェーンストアの物流業務を一括受託し、その納品代行センターを管理・運用することが挙げられる。すなわち、量販・小売チェーンストアでは多くのベンダー（卸売業者）から納品を受ける必要があるため、各ベンダーが個別バラバラに納品すると検品等の作業に支障が生じ作業の効率を下げてしまう。そこで、センコーが納品代行センターを開設し各ベンダーへ集荷に回り、センターに集められた商品を店舗ごとにピッキングし、まとめて各店舗に対して納品するのである。これにより、各店舗側の検品作業等を軽減すると同時にベンダー側の納品コストを削減することができ、サプライチェーン全体の適正化を実現することができるとされている。
この事業への本格参入は、1985年 (昭和60)に物流コンサルティング活動を契機として大手ホームセンターの物流業務を受託し、その納品代行センターを開設したことを皮切りとする。ここで蓄積したノウハウを基に以後積極的な営業活動を行い、量販・小売チェーンストアに対する3PL事業者として一定の地歩を築くことに成功した。
特に、イオングループの物流業務受託はセンコーグループ内において大きな位置を占めている。イオングループはその戦略物流構想を実現するため、福山通運株式会社や株式会社日立物流等と並び、センコーにも物流センター運営業務を委託している。これに応じて、センコーではイオングループの物流業務を専門とする仙台北支店と札幌南支店とを設置し、東北と北海道におけるイオングループの物流業務を担っている。また、2011年8月には、関東主管支店にて野田第1PDセンターを開設、さらに2016年8月に厚木支店にて西関東LCを開設し、関東におけるイオングループの物流業務も受託している。
また、2008年（平成20年）5月の市川ファッションロジスティクスセンター開設や2009年（平成21年）7月の船橋ファッションロジスティクスセンター開設に代表されるアパレル物流は将来の主力になると期待されており、百貨店納品代行業務大手の東京納品代行の子会社化や、エイチ・ツー・オー リテイリング（阪急阪神百貨店）グループからの江坂運輸ならびに阪神運送の譲り受け、オンワードホールディングスの物流子会社であったアクロストランスポートの子会社化も、アパレル物流事業強化の流れに属している。

### 住宅物流
2023 (令和4)年度の売上高は約617億円であり、1961年（昭和36年）に積水ハウス滋賀工場の操業開始と同時に本格参入し、現在では積水ハウス、積水化学工業、旭化成ホームズ等のプレハブ工法住宅・ユニット工法住宅の外装材・内装材の搬入を主として請け負っている。
積水ハウス関連の住宅物流事業は、鉄骨部材や外壁、床下地材に始まり、建具や洗面化粧台等の内装部材の現場搬入も手がけているのが特徴である。近年は、建築現場への搬入のみならず、各資材メーカーからの調達物流の拡充に力を入れている。また、環境意識の高まりに対応すべく、積水ハウスと共同して建築現場から出る廃棄物のゼロ・エミッション化を達成した。さらに、荷台を切り離すことができる脱着車の導入により、運行効率の改善と近隣クレームの削減にも取り組んでいる。
積水化学工業がセキスイハイムやツーユーホームといったブランドで展開するユニット工法住宅関連の物流事業は、ユニット化された鉄骨ラーメン構造のボックスをそのまま運ぶことが必要であるため、運搬は基本的にハイム専用車で行われることが特徴である。
旭化成ホームズがヘーベルハウスのブランドで展開するプレハブ工法住宅の物流事業は、1分刻みのスケジュールが組まれた外装材のJIT搬入が特徴である。これにより、原則として現場に外装材を仮置きすることなく、荷台から直接外装材を吊り上げ施工して施工工務店の負担を減らし、工期の大幅短縮が実現した。また、キッチンや洗面化粧台等の内装材の搬入においても、荷解きや階層上げを配送ドライバーが行うなど、施工工務店の負担を減らす工夫が凝らされ工期の短縮に貢献している。なお、旭化成建材株式会社で生産される、ALC等の建材は、旭化成ホームズ以外の住宅メーカーや工務店に対しても供給されており、これら一般荷主に対する建材供給もセンコーグループで請け負っている。
さらに近年では、住宅物流業界全体が共同物流化へと大きく舵を切る中、これら日窒コンツェルン起源の住宅メーカー・建材メーカー以外にも事業範囲を拡張すべく、その他の住宅メーカー・建材メーカー等への営業活動に力を入れている。また、建材輸送に強みを持つエーラインアマノの事業を譲り受けセンコーエーラインアマノ株式会社を設立したことも、住宅物流事業強化の流れに属している。

### ケミカル（石化・樹脂）物流

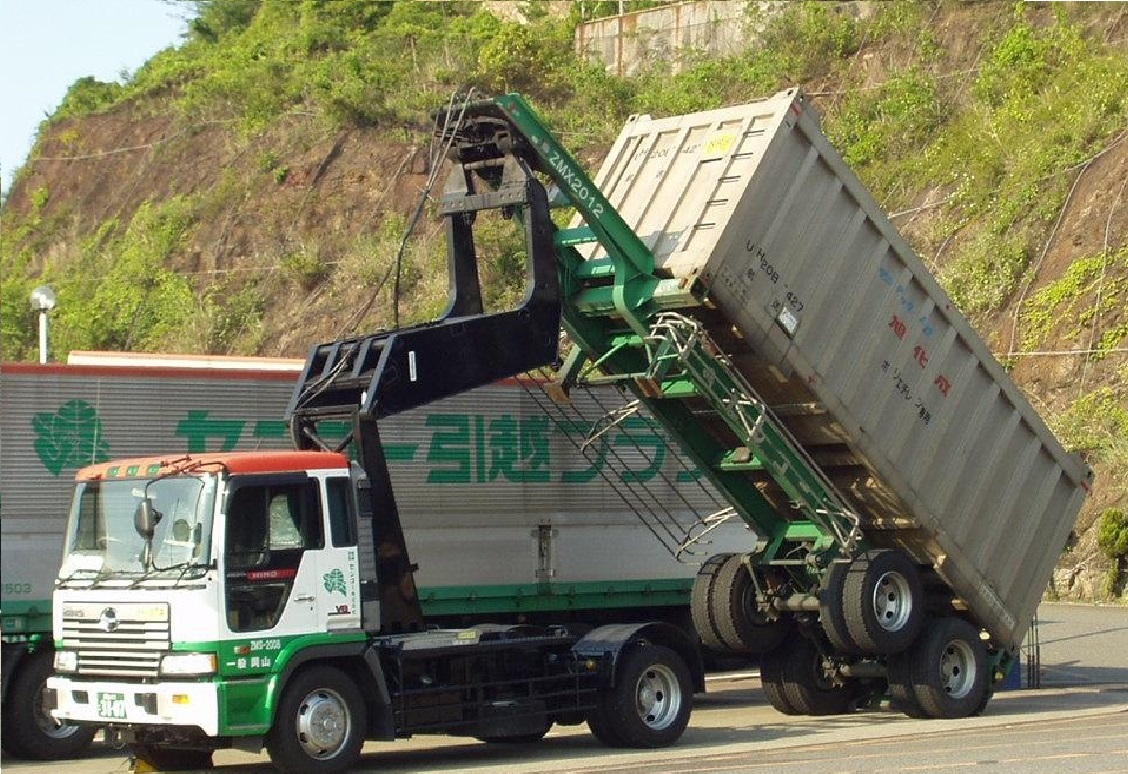
物流合理化で威力を発揮している、ハイリフト付きトラクター。
旭化成ケミカルズの製品輸送用にリースで借り受けている、子会社の【センコー岡山】名義で登録された鉄道用、20ft型バルクコンテナ。
（岡山県／倉敷市内にて、2005年5月29日撮影。）

創業時に日本窒素肥料で生産された硫安を運んで以来、化学合成製品の輸送は祖業と言え、2023 (令和4)年度の売上高は約892億円である。
主要な荷主である旭化成ケミカルズ、積水化学工業高機能プラスチックスカンパニー等の工場に付随するように、水島臨海工業地帯や川崎市、市原市等のコンビナート地帯に営業所を設けている場合が多い。
輸送する製品としては、これら各社から、アンモニア・苛性ソーダ等の基礎原料、アセトニトリル、スチレン等のモノマー、ポリエチレン、ポリスチレン等のポリマー、さらには高機能合成樹脂製品等の輸送を受託している。従って、基礎原料を運び生産されたモノマーをポリマー生産工場へと運び、さらにポリマーから生産される高機能合成樹脂製品等を運ぶという、合成樹脂製品の上流から下流までの物流を一貫して担うこととなっている。
なお、合成樹脂のバルク輸送においては、従来はフレコン充填による平ボディートラック・ウィングトラック輸送が通常であった。しかし近年では、積載効率の向上、荷主側設備負担の軽減、二酸化炭素排出量の削減、異物混入防止等を目的として、樹脂バルク専用コンテナや特殊シャーシを開発しコンテナ輸送化を図っている。

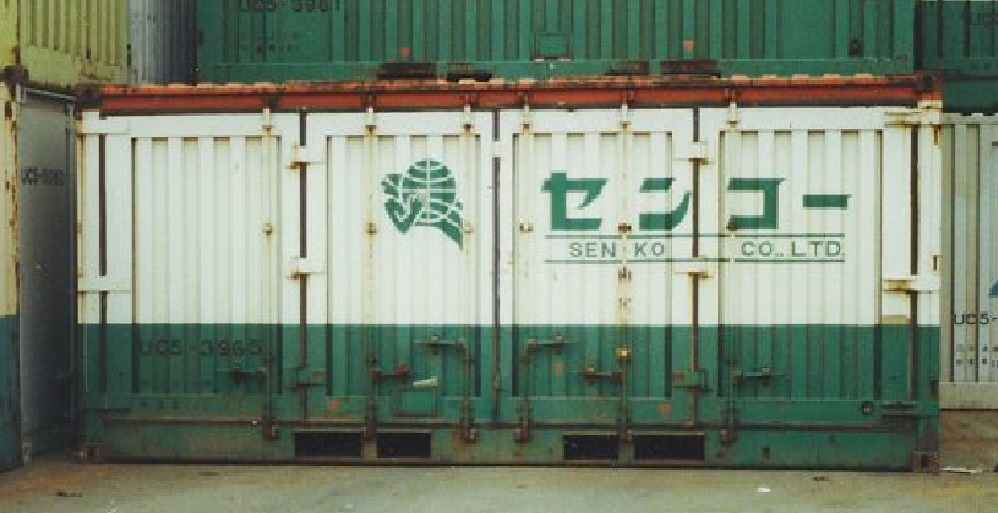
元祖センコーカラー仕様で、1973年10月より登場していた鉄道輸送用、20ft型汎用コンテナ。 まだフレコンなどはなく、主に紙袋に入った樹脂を運んでいた。 （大阪府／大阪(タ)にて、1982年9月撮影。）
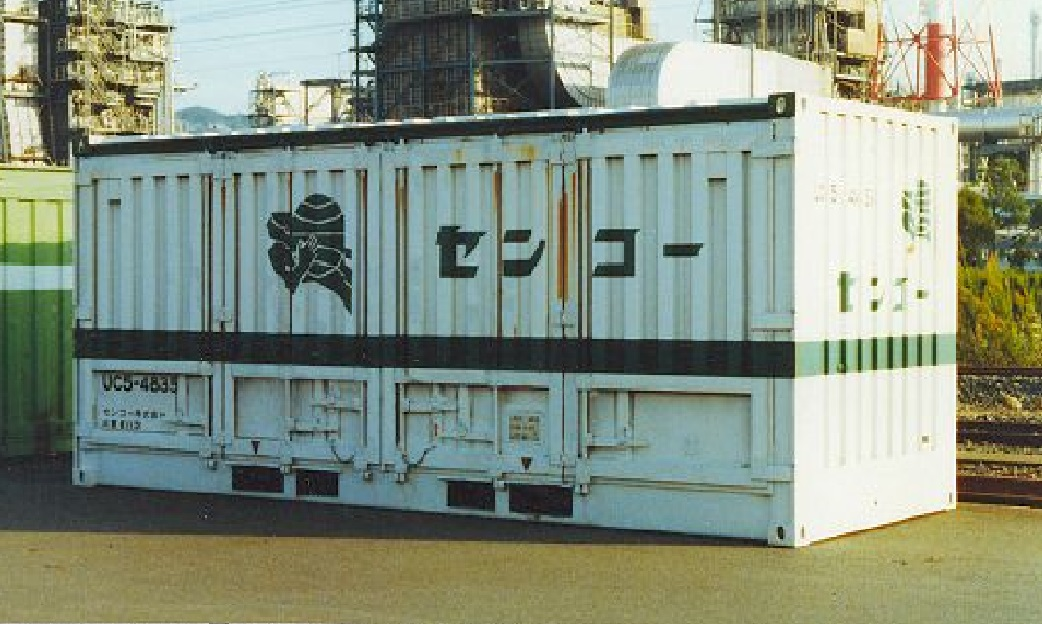
新センコーカラー仕様で、1974年9月より登場していた鉄道輸送用、20ft型汎用コンテナ。 登場し始めたフレコン専用仕様で、水島地区に大量に配備された。 （岡山県／東水島駅にて、1982年9月撮影。）
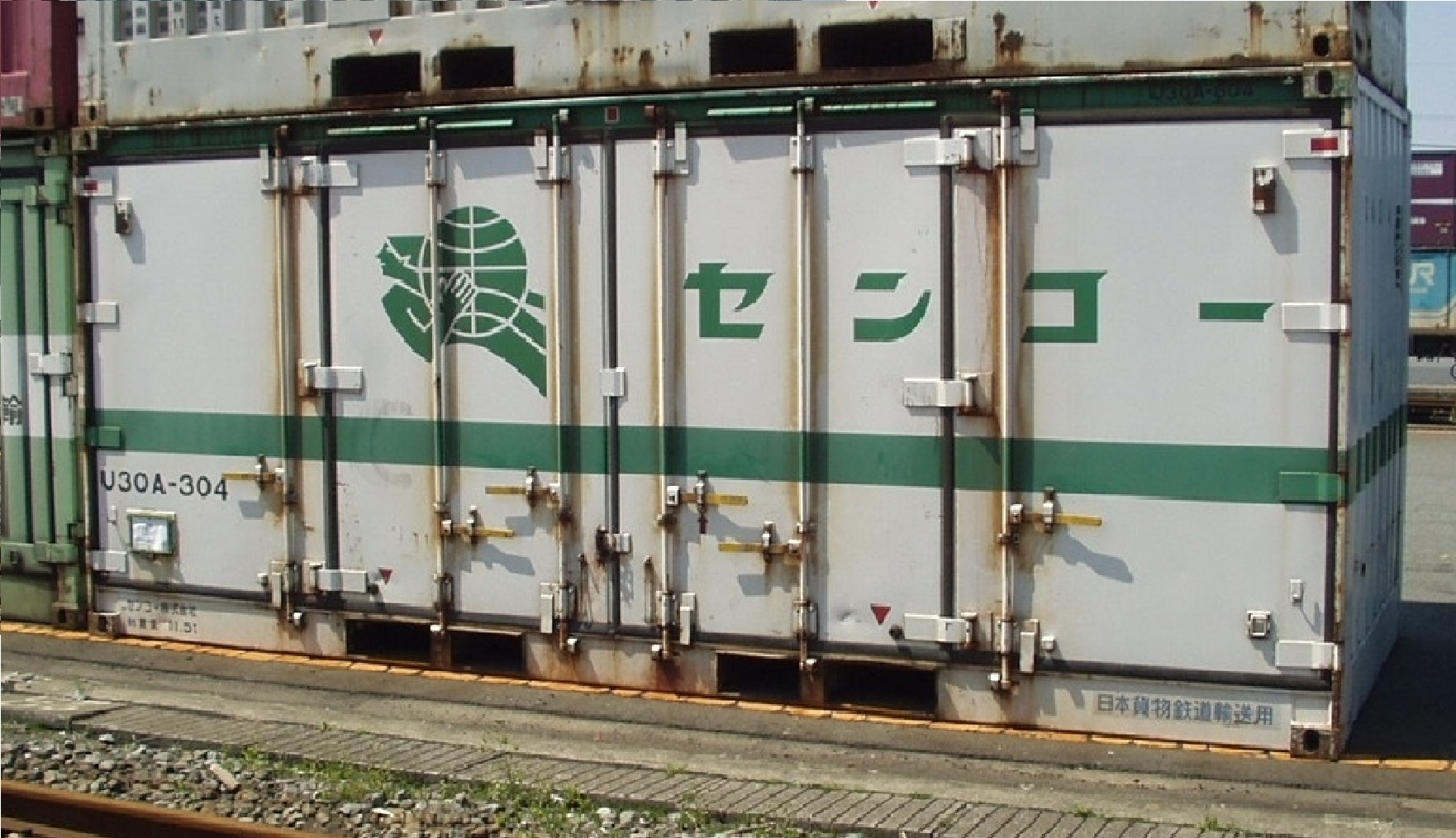
新センコーカラー仕様で、2000年代より登場していた鉄道輸送用、20ft型汎用コンテナ。 フレコン専用仕様で、水島地区に大量に配備された。 （東京都／東京(タ)にて、2003年4月6日撮影。）
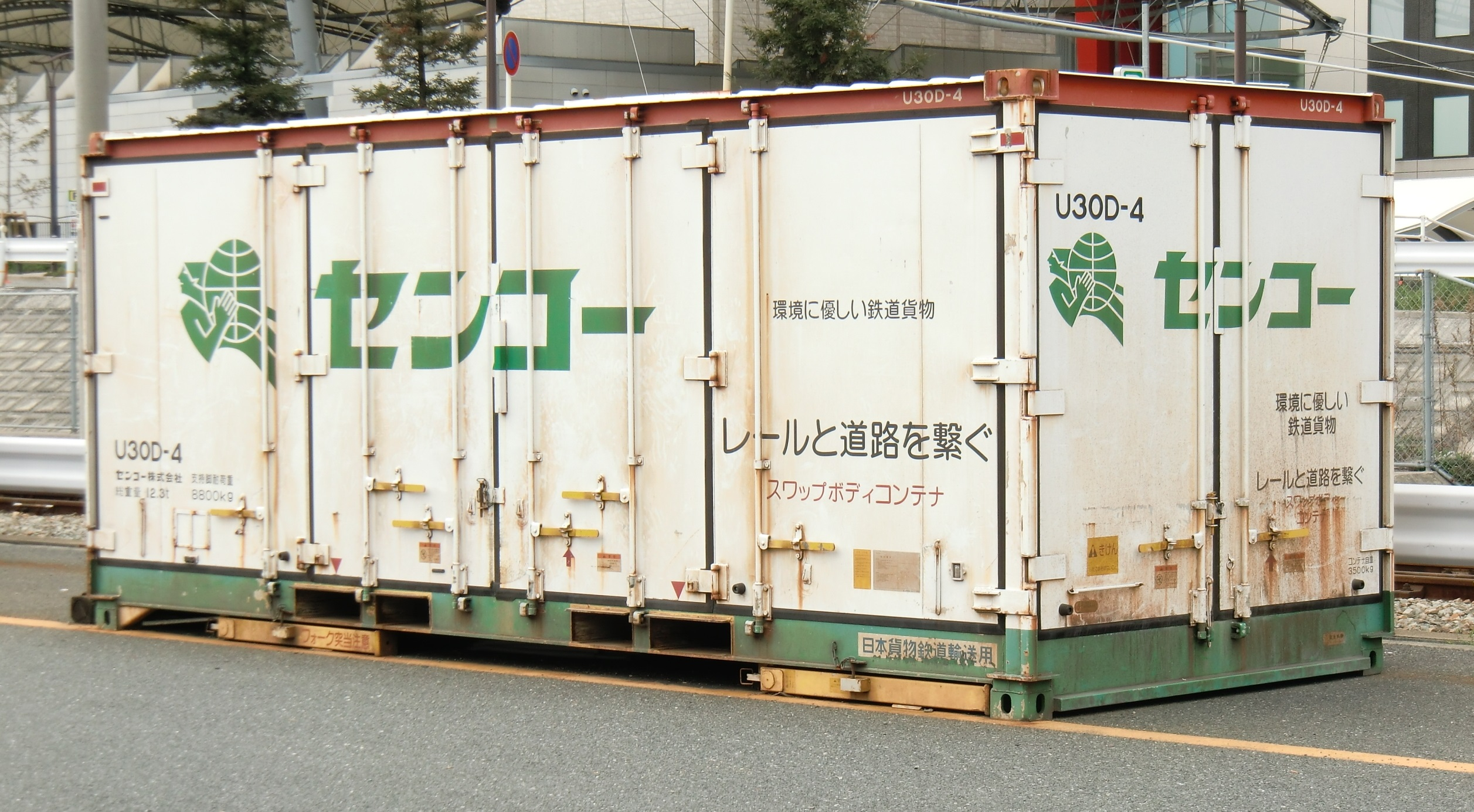
元祖センコーカラーの改変仕様で、2000年代より復活登場した鉄道輸送用、20ft型汎用コンテナ。 国交省からの補助金を受けて導入された、積水ハウスの建材を運んでいるスワップ・ボディー仕様。床下の黄色い横長足を両側で同時に起こし、コンテナ全体を四足の起立状態にセット後に、荷台のないシャーシ状態の専用中型トラックを差し込む。 （大阪府／安治川口駅にて、2011年4月3日撮影。）
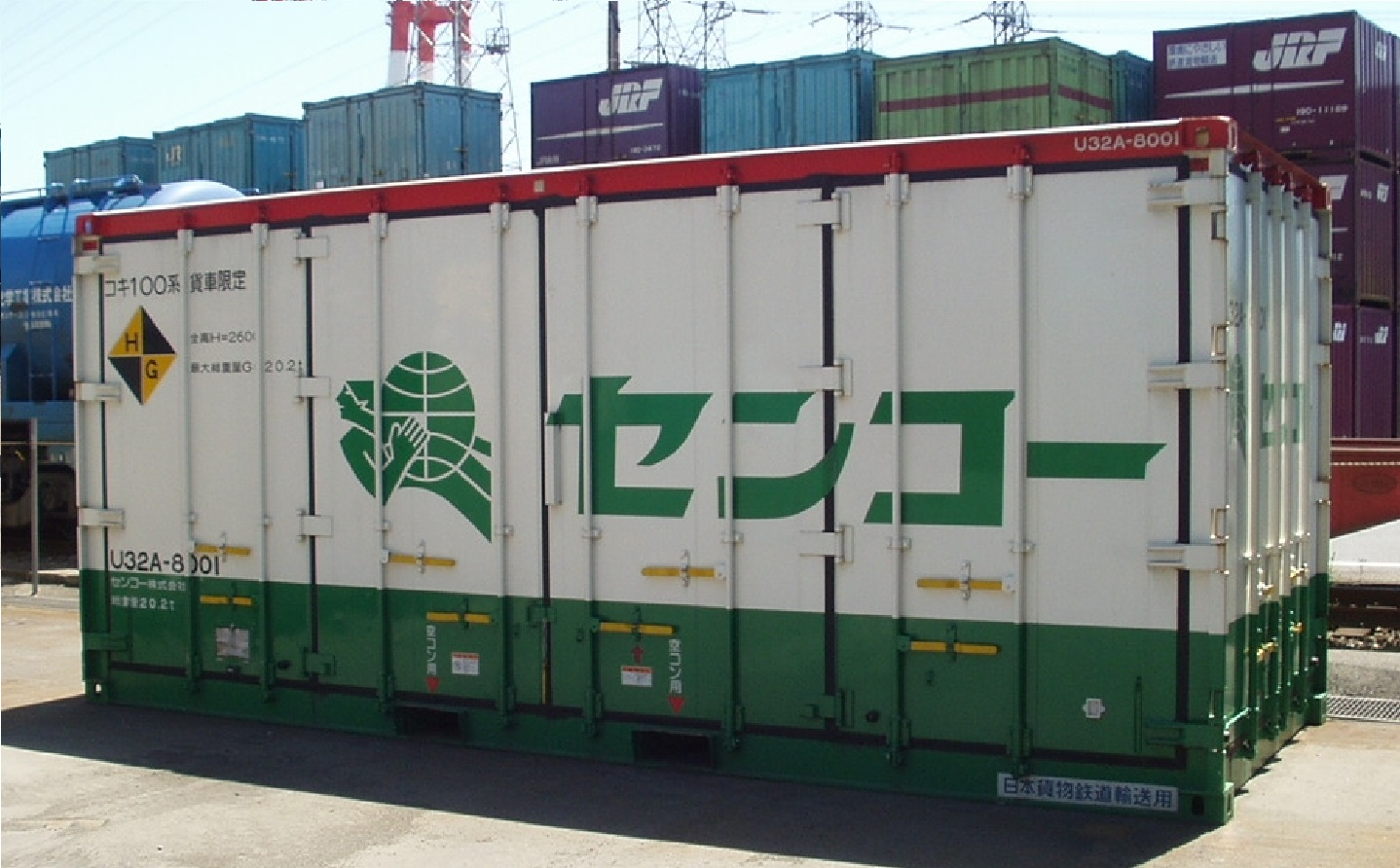
元祖センコーカラー仕様で、2000年代より復活登場した鉄道輸送用、20ft型汎用コンテナ。 積荷の重量増大に対応した、フレコンに入った樹脂を運んでいる。 試作品のためにこのカラーでは一個のみの登録となった。 （岡山県／東水島駅にて、2003年4月22日撮影。）
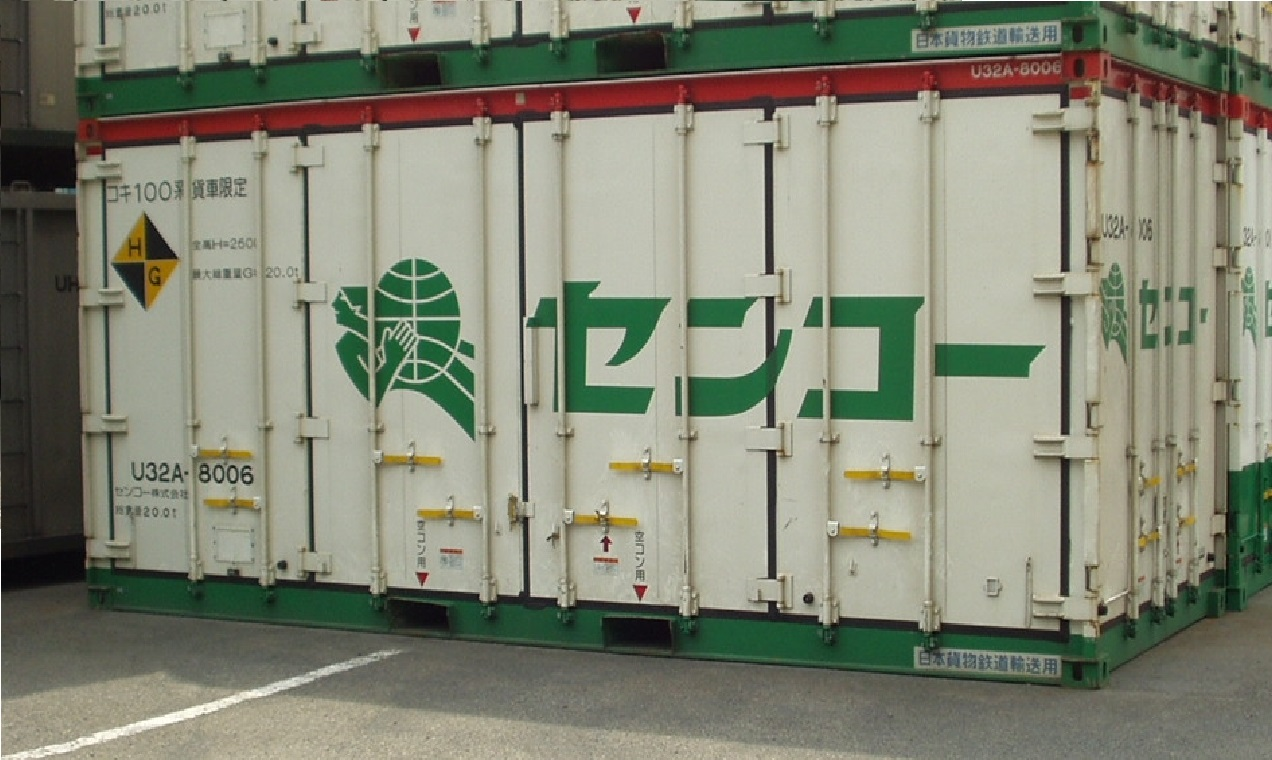
元祖センコーカラーの改変仕様で、2000年代より復活登場した鉄道輸送用、20ft型汎用コンテナ。 積荷の重量増大に対応した、フレコンに入った樹脂を運んでいる。 （岡山県／東水島駅にて、2003年5月18日撮影。）
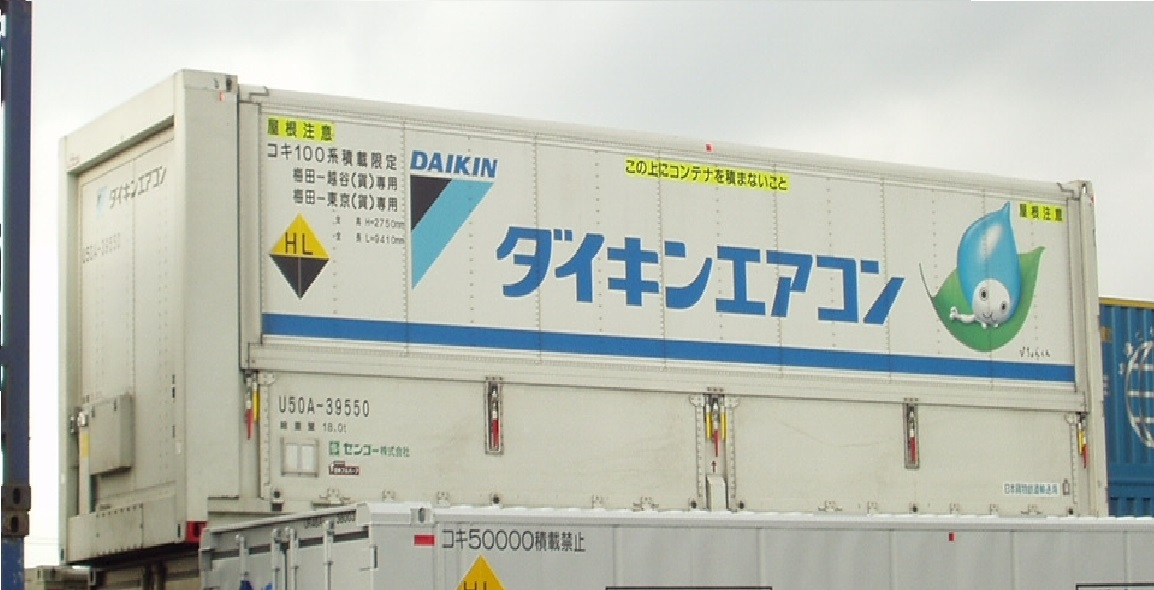
鉄道輸送用、セミウイング仕様の31ft型汎用コンテナ。 ダイキン製品の輸送で使われていた。 （大阪府／大阪(タ)にて、2004年3月20日撮影。）
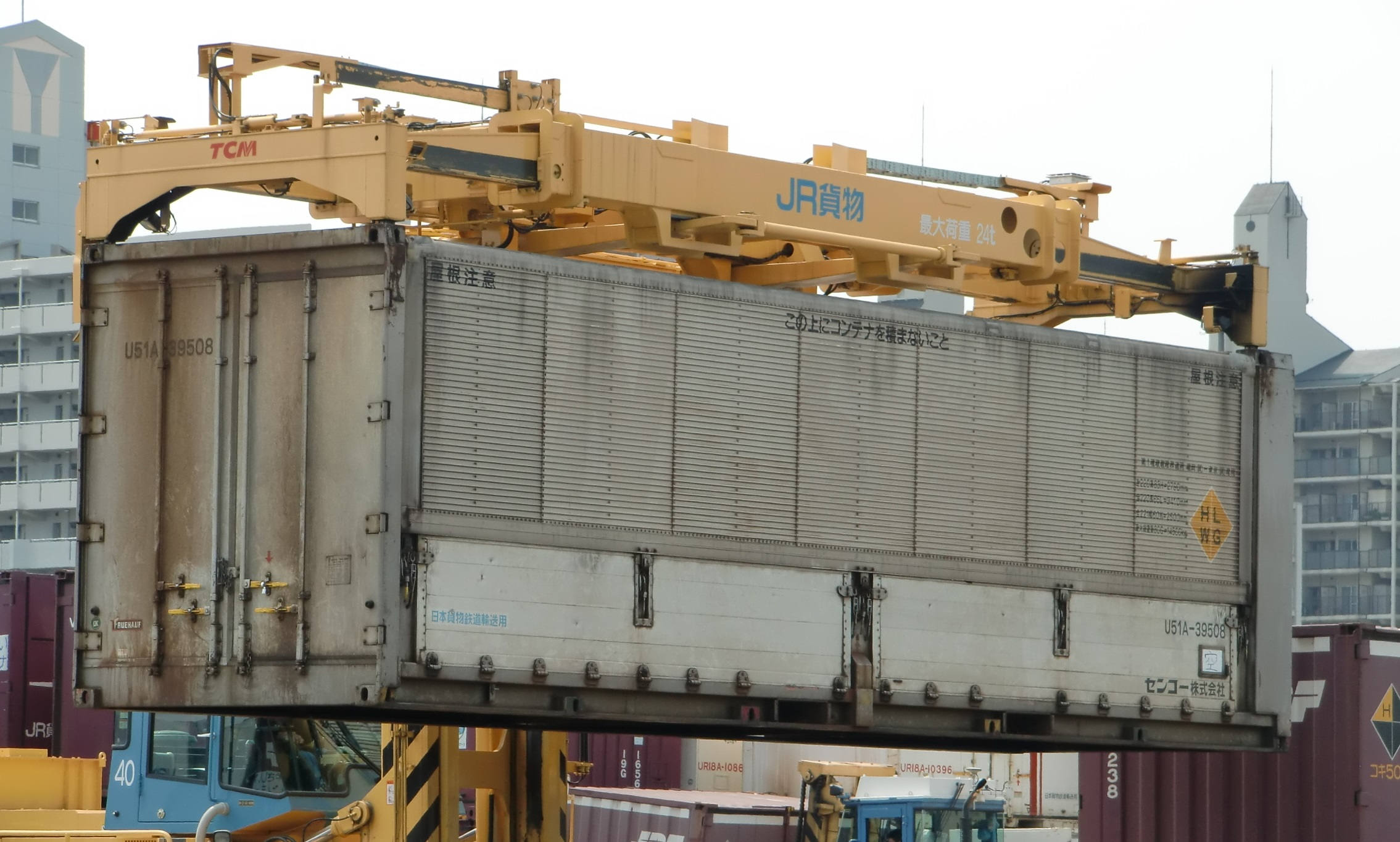
鉄道輸送用、セミウイング仕様の31ft型汎用コンテナ。 過ってニッポー物流が所有していた払い下げ品。 （福岡県／福岡(タ)にて、2011年5月8日撮影。）
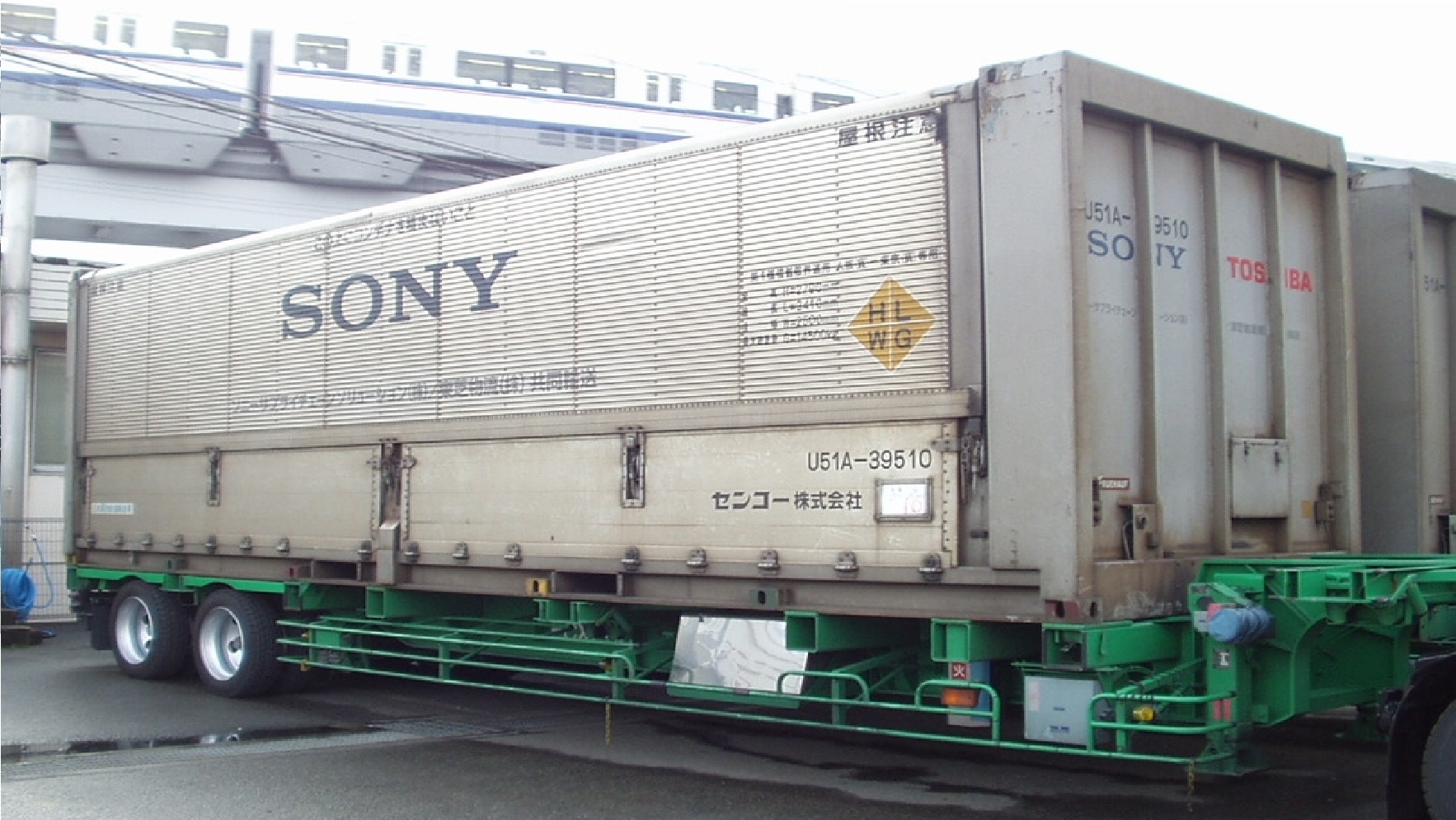
鉄道輸送用、セミウイング仕様の31ft型汎用コンテナ。 SONYと東芝製品の共同輸送で使われていた。 （大阪府／大阪(タ)にて、2004年3月20日撮影。）
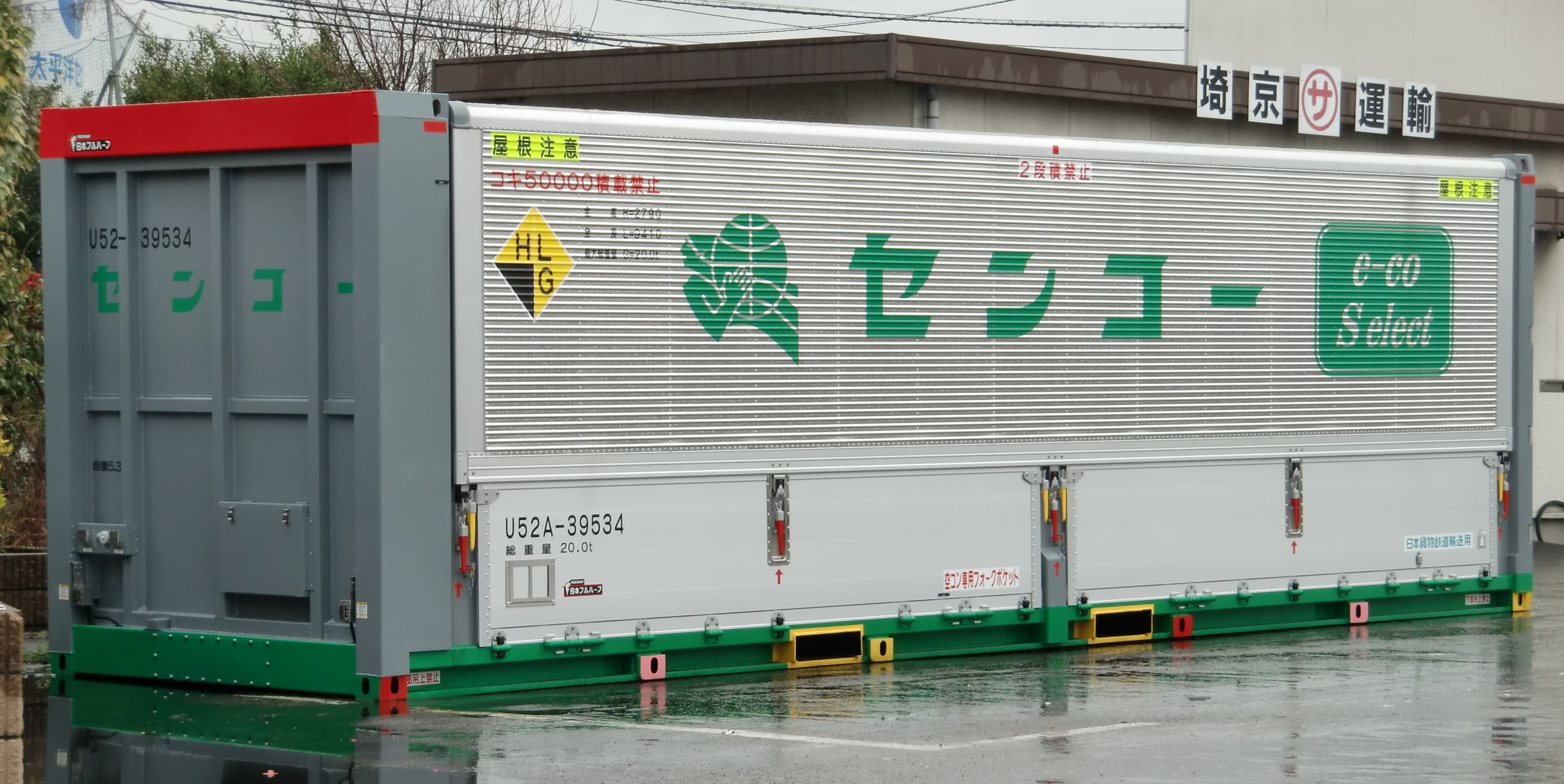
元祖センコーカラーの改変仕様で、2000年代より復活登場した鉄道輸送用、31ft型汎用コンテナ。 積水ハウスの建材を運んでいる、セミウイング仕様。 （埼玉県／越谷(タ)にて、2011年3月24日撮影。）
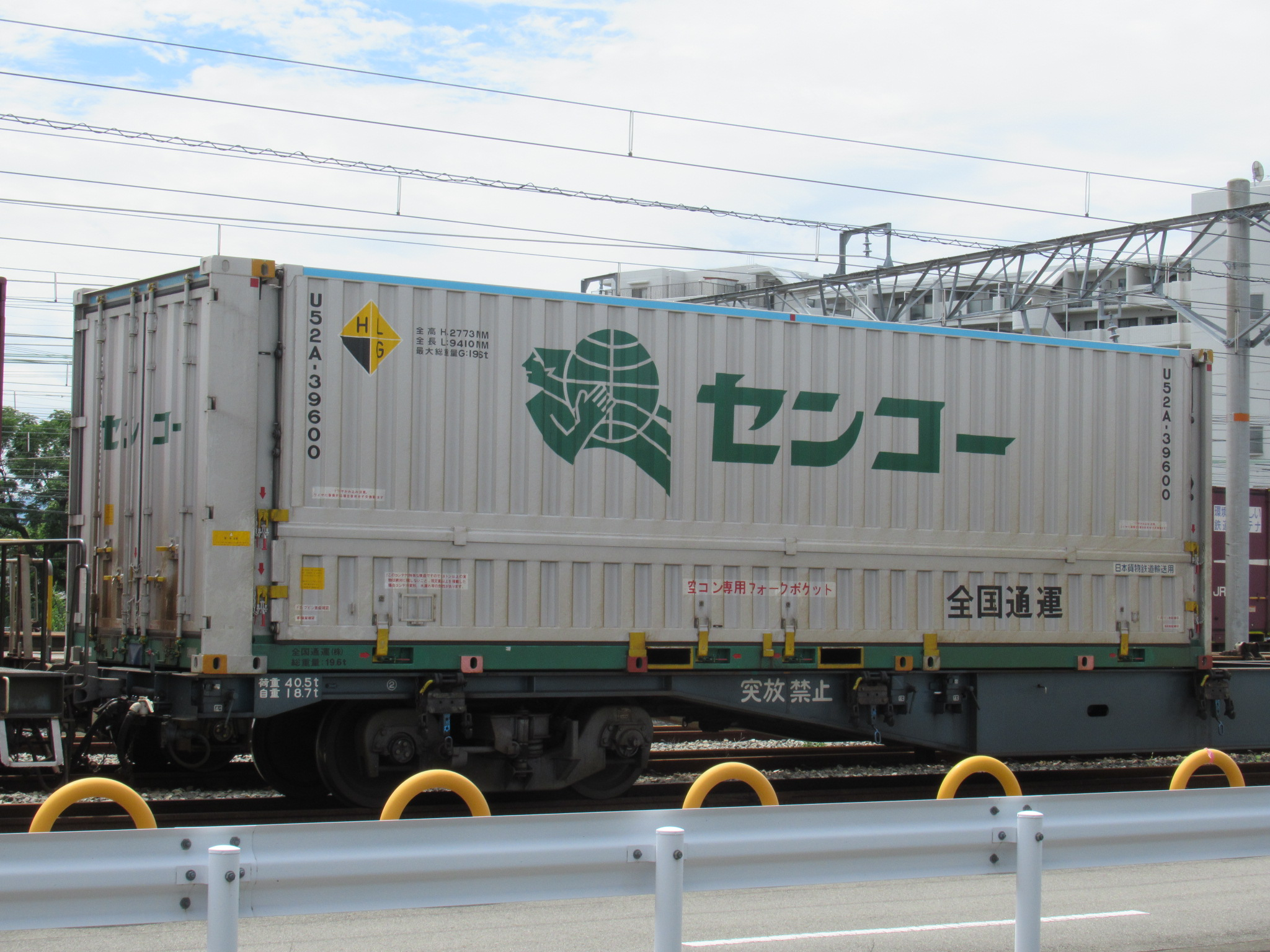
鉄道輸送用、フルウイング仕様の31ft型汎用コンテナ。 （大阪府／吹田(タ)にて、2018年7月8日撮影。）
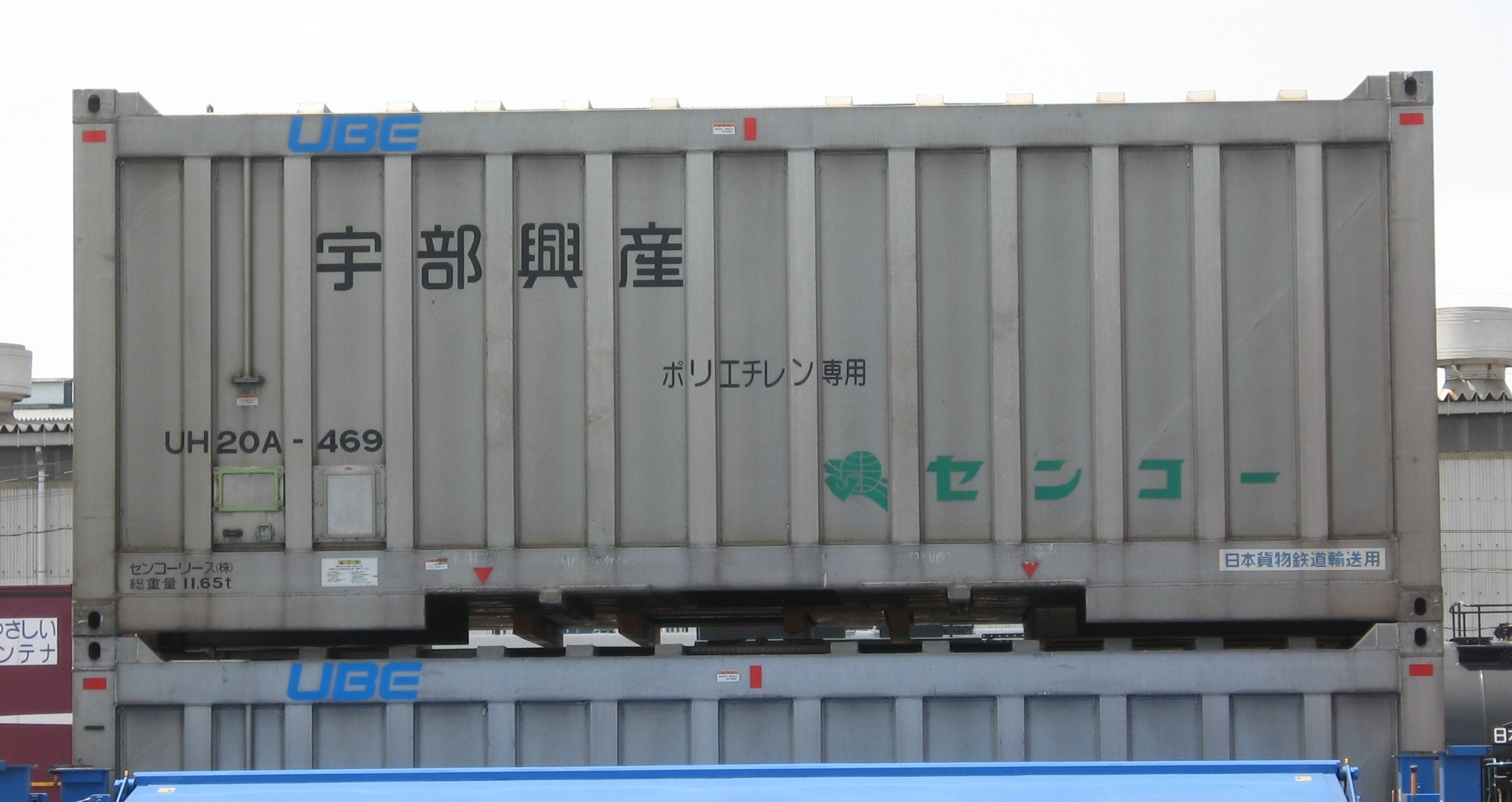
宇部興産の樹脂原料輸送用に、子会社の【センコーリース】が所有している道輸送用、20ft型バルクコンテナ。 （千葉県／千葉(タ)にて、2008年7月19日撮影。）
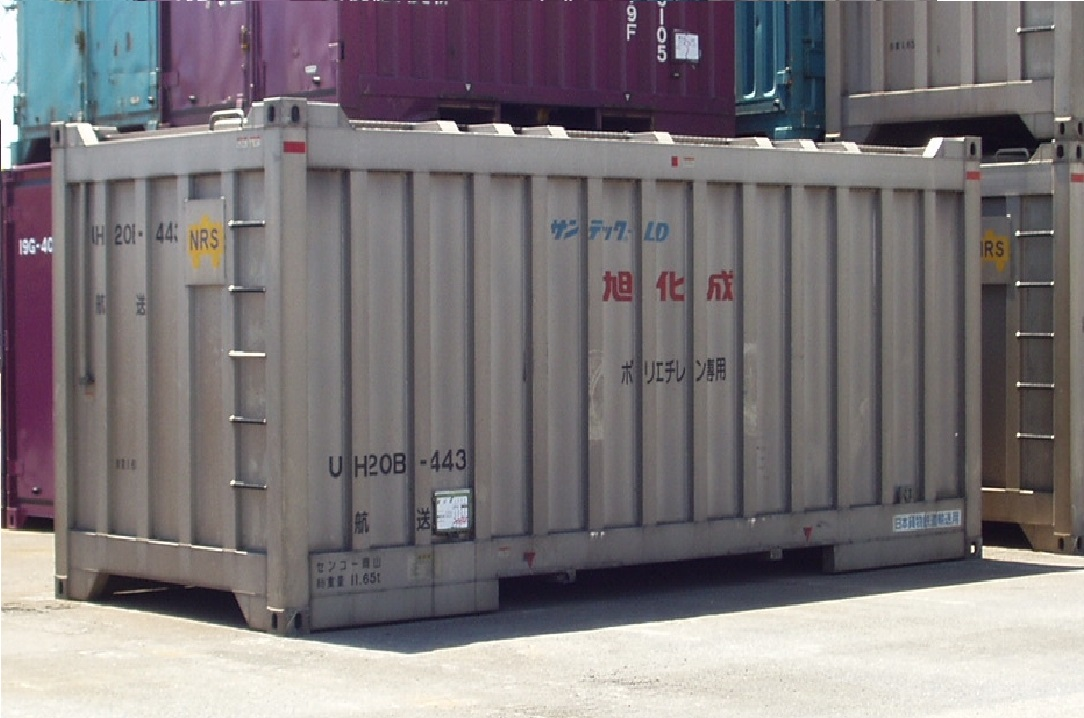
旭化成ケミカルズの製品輸送用に日陸よりリースで借り受けている、子会社の【センコー岡山】名義で登録された鉄道用、20ft型バルクコンテナ。 （岡山県／東水島駅にて、2005年5月29日撮影。）
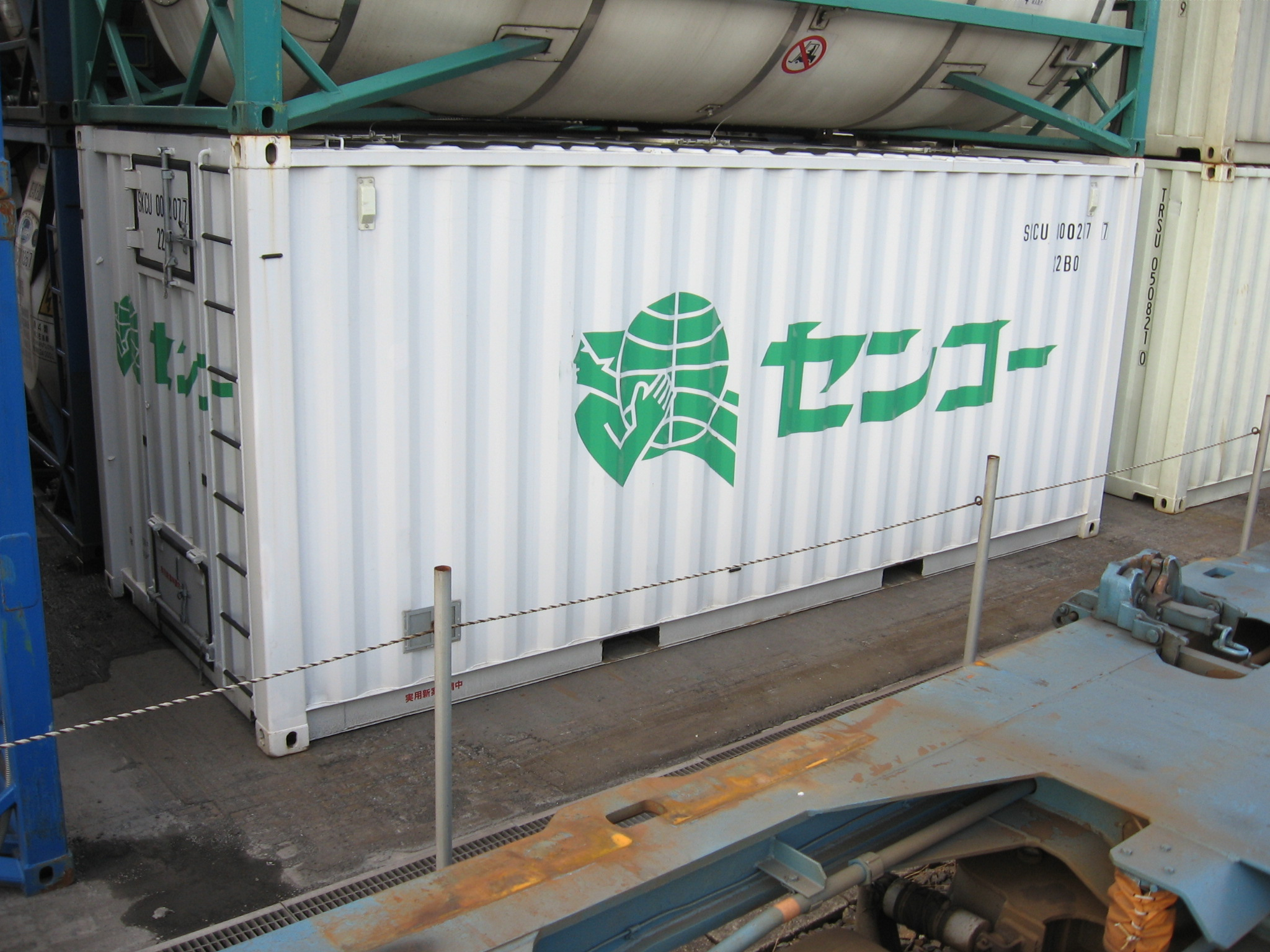
海上コンテナとして、自社専用に割り当てられた国際コード（SKCU）で登録の、20ft型バルクコンテナ。 鉄道模型のモデルになったタイプ。 （岡山県／東水島駅にて、2008年5月11日撮影。）
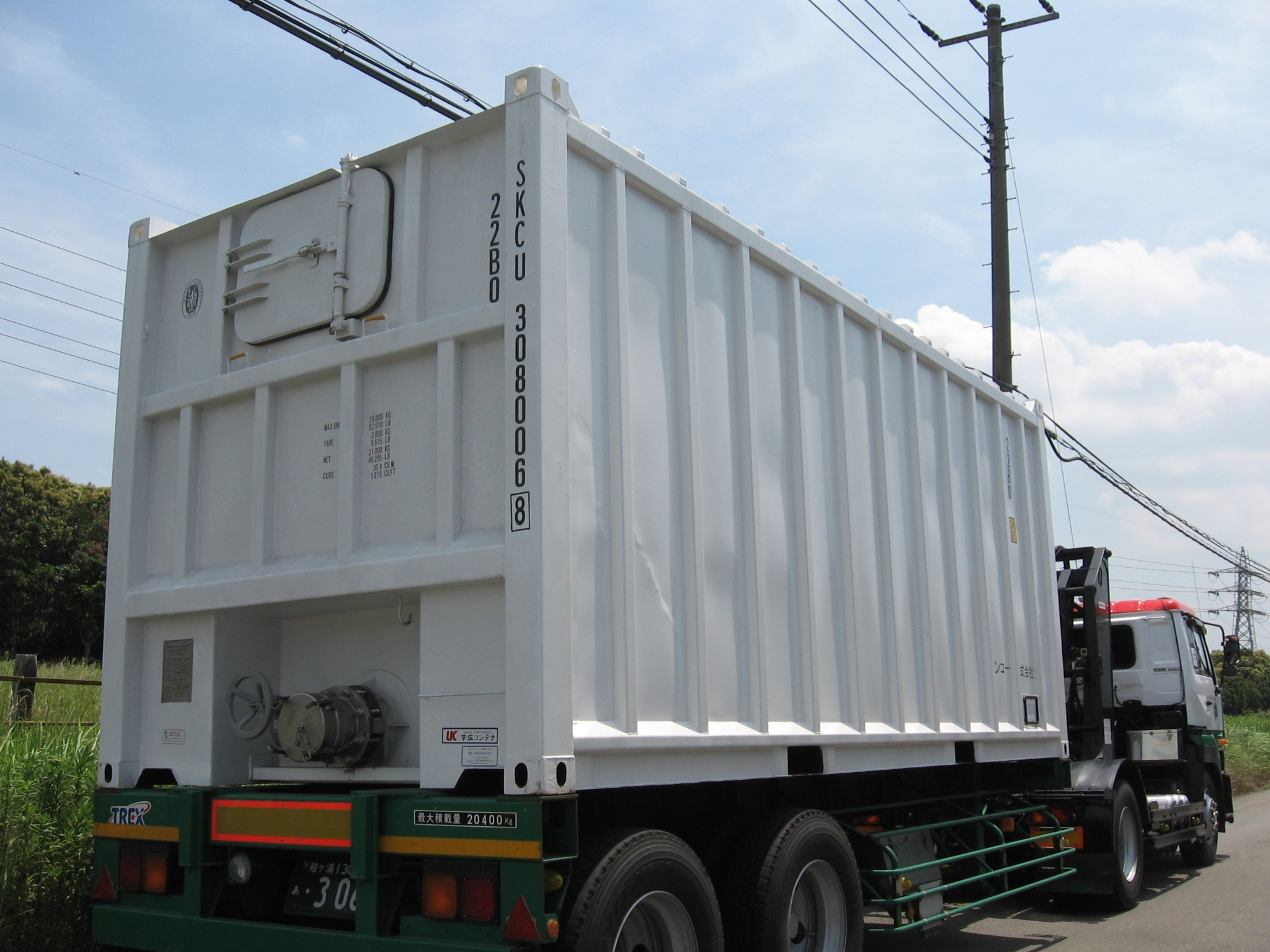
自社専用に割り当てられた、国際コード（SKCU）で登録の20ft型バルクコンテナ。 （千葉県／市原市内にて、2008年7月19日撮影。）

### 鉄道による航空貨物の保税運送
2022年12月13日、西日本鉄道国際物流事業本部、日本貨物鉄道関西支社と共同して、成田・羽田空港国際貨物地区への航空貨物の保税運送における鉄道輸送を開始すると発表した。2022年9月よりテスト輸送を開始しており、本格稼働は2023年4月開始を予定している。
関西国際空港最寄りの大阪府泉佐野市の西鉄りんくう貨物センターで輸出許可を受けた航空貨物のうち、便の都合で成田・羽田空港を利用するものについて、従来は西鉄りんくう貨物センターから成田・羽田空港国際貨物地区への全行程をトラック輸送していた。国内で長距離トラック運送の安定供給が危惧される 2024年問題や、長距離トラック運送時に排出されるCO2排出量の増加という複合的な課題を解決するため、途中の百済貨物ターミナル駅 - 東京貨物ターミナル駅間を鉄道輸送とするものである。センコーは、輸送の前後の西鉄りんくう貨物センター - 百済貨物ターミナル駅間、および東京貨物ターミナル駅 - 羽田空港・成田空港間のトラック輸送を受けもつ。全区間をトラック輸送するのに比べてCO2排出量が60％削減されるとしている。

### 商事・貿易
センコー商事株式会社を中核企業とし、2009年（平成21年）の株式会社丸藤、2011年（平成23年）の株式会社スマイル、2013年（平成25年）のアスト株式会社などといった、近年M&Aにより子会社となった企業に加えて、2008年（平成20年）に設置されたセンコーの貿易部（現「株式会社SENKO International Trading」）を含む事業が商事・貿易事業である。2023 (令和4)年度の売上高は約1,598億円であり、近年売上高が急伸し流通ロジスティクスに次ぐ柱となっている。
センコー商事はセンコーグループ内における購買機能を担うとともに石油販売事業に強みを持っており、そのほか丸藤は生協向け生活雑貨、スマイルは包装資材、アストは紙製品・紙原料などと、それぞれの専門分野において強みを持つ専門商社の集合体となっている。

### 引越

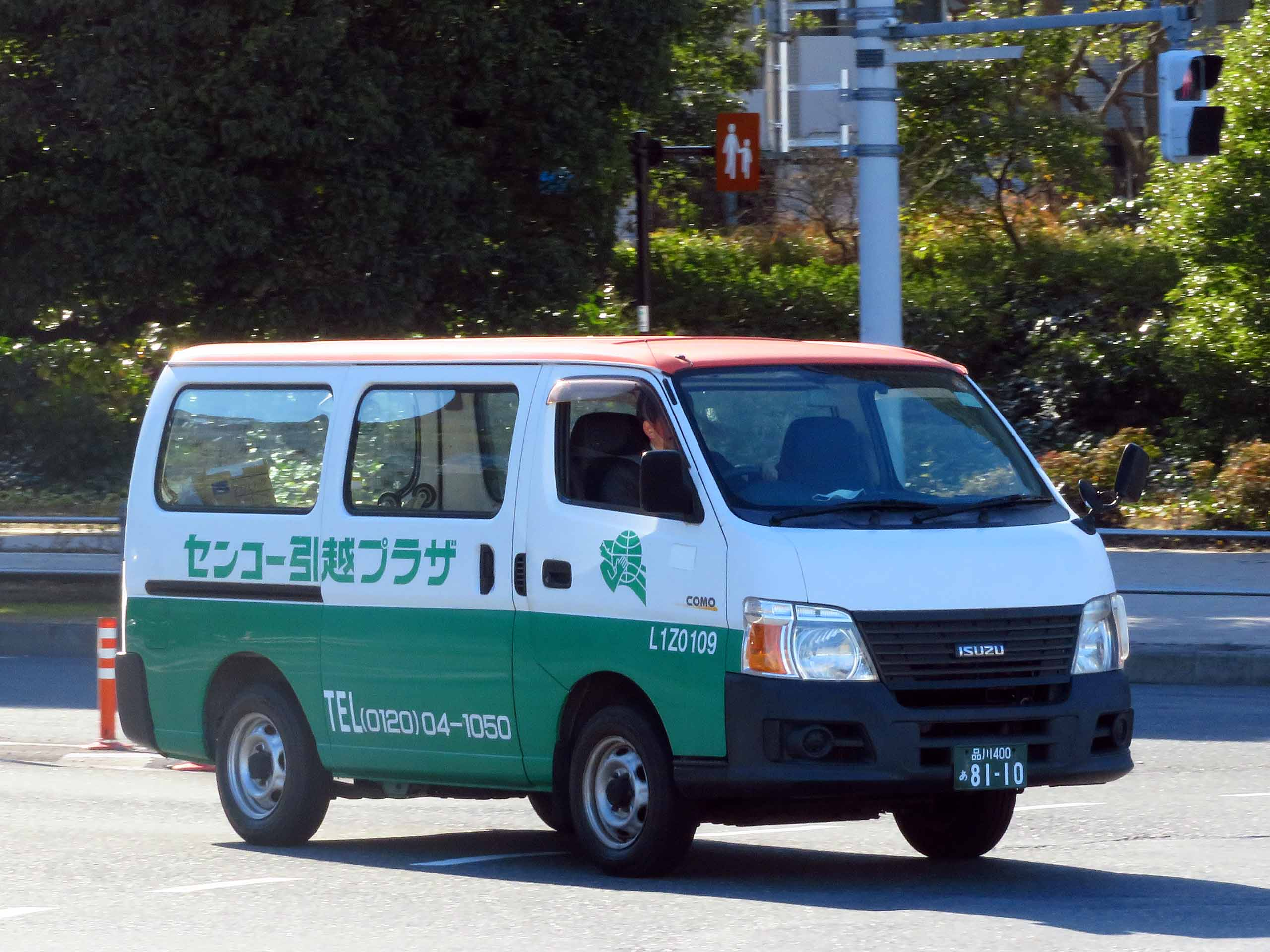
センコーリビングプラザの車両の例

1978年（昭和53年）に進出した引越事業は、現在では主として子会社のセンコーリビングプラザが「センコー引越プラザ」の名称で担当している。2013 (平成25)年度の売上高は約31億円であり、引越業界では第7位である。陸運業大手のNIPPON EXPRESSホールディングスやヤマトホールディングス、引越専業のサカイ引越センター等と比較すると十分の一程度の規模であり、引越事業のイメージキャラクターやCMも存在しないため、一般消費者に対する引越業者としての認知度はあまり高くはない。
しかし、住宅業界大手の積水ハウスや積水化学工業、旭化成ホームズ等との密接な関係を生かし、これら各社の新築住宅への引越を多く受託している。また、法人向けの営業にも力を入れており、事務所や工場の移転、マンションの一斉入居等においては一定の地歩を築いている点が特色と言える。
このように、対企業向け事業の多いセンコーグループでは珍しく一般消費者と直接向き合う事業であるため、センコーグループ全体の売上高に占める引越事業の割合はあまり大きくはないものの、その存在感は小さくはない。

### クレフィール湖東

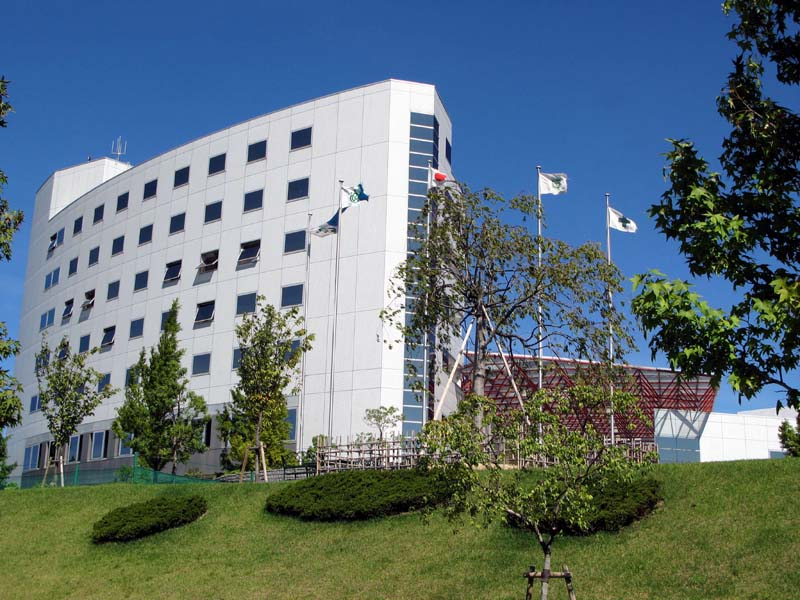
クレフィール湖東宿泊棟外観

クレフィール湖東は、1996年（平成8年）に創立50周年を記念して滋賀県湖東町（現在の東近江市）に開設された、総合教育研修施設ならびにその運営に当たる子会社の名称である。略して「クレフィール」ないし「クレコ」と呼ばれることがある。
名神高速道路沿いに作られた施設の総面積は約27 haであり、主として宿泊施設と交通安全研修施設とから構成されている。これらはいずれもセンコーグループ内での利用に限らず、一般の利用に供されている。
宿泊施設は全67室あり、レストランや大小宴会場、多目的グラウンドや全24コースのグラウンドゴルフ場等を備えている。また、大小九つの会議室を備えた研修棟も併設されており、各種研修や会議、あるいはセンコーグループの入社式等に利用されている。
交通安全研修施設は最大傾斜角27度のバンクを含む一周約1,100 mの高速周回コースや雨天時の急制動を体験できる制動訓練コース、フォークリフト技能研修施設等を備えており、乗用車、トラック、バス、フォークリフトといった各種車両の実技研修を行うことができる。センコーグループのドライバーやオペレーター、さらに事務系社員の入社時研修等に利用され、安全・環境に対する意識レベル・技能レベルの向上が図られている。

### 新規事業
近年新規事業の開発にも力を入れており、動画投稿サイト（Goody!TV）やデジタルサイネージ事業といったメディア関連事業にも力を入れている。
また、M&Aにより、農業（センコースクールファーム鳥取）、介護（けいはんなヘルパーステーション、ビーナス）、飲食サービス（ライフイート）、等、多くの事業に投資を行っている。

## 歴代代表者・社長

### 富田商会（個人営業）
- 代表者:富田正次（1916年9月～1935年7月） - 創業者、1935年7月3日のみどり丸沈没事故により死去[47]

### 株式会社富田商会～日窒運輸株式会社
- 初代社長:富田平八郎（1936年2月～1941年4月） - 富田正次の息子
- 第2代社長:榎並直三郎（1941年4月～1946年6月） - 日本窒素肥料専務兼任（後に同社社長兼任）

### 扇興運輸商事株式会社～センコーグループホールディングス株式会社
- 初代社長:二木荘二郎（1951年6月～1955年2月） - 1946年7月から1951年6月までの間は代表取締役専務として実質的な経営トップ
- 第2代社長:眞田南海夫（1955年2月～1966年11月）
- 第3代社長:甲斐修一郎（1966年11月～1976年10月）
- 第4代社長:森川敬介（1976年10月～1990年6月）
- 第5代社長:島村寧（1990年6月～1997年5月）
- 第6代社長:小池洋（1997年5月～2004年6月）
- 第7代社長:福田泰久（2004年6月～）

## 関連会社

### 物流事業グループ
- 株式会社ランテック
  - 北日本運輸株式会社

- センコー株式会社（本社：大阪市北区大淀中1-1-30-1500 梅田スカイビル タワーウエスト15F）
  - センコーエーラインアマノ株式会社
  - 東京納品代行株式会社
    - 東京納品代行西日本株式会社

  - アクロストランスポート株式会社
  - センコー汽船株式会社
  - 株式会社オーナミ
  - 日本マリン株式会社
    - 栄興船舶株式会社
    - 日栄港運株式会社

  - 栄吉海運株式会社
    - 東栄汽船株式会社
    - 栄吉曳船株式会社

  - 吉賀海運株式会社
  - 北海道センコー株式会社
  - 東北センコー運輸株式会社
  - 関東センコー運輸株式会社
  - 関越センコーロジ株式会社
  - 埼玉センコーロジサービス株式会社
  - 埼玉南センコーロジ株式会社
  - センコー住宅物流株式会社
  - 千葉センコー運輸整備株式会社
  - 柏センコー運輸株式会社
  - 野田センコーロジサービス株式会社
  - 株式会社プリティポーターズ
  - センコーインターナショナル株式会社
  - 株式会社SENKO International Trading
  - 株式会社センコーリビングプラザ
  - 神奈川センコー運輸株式会社
  - 厚木センコー運輸株式会社
  - 西関東センコーロジ株式会社
  - 北陸センコー運輸株式会社
  - 富士センコー運輸株式会社
  - 大東センコーアポロ株式会社
  - 東海センコー運輸株式会社
  - 豊橋センコー運輸株式会社
  - 株式会社UACJ物流
  - 三重センコーロジ株式会社
  - 滋賀センコー運輸整備株式会社
  - 京都センコー運輸株式会社
  - 大阪センコー運輸株式会社
  - 南大阪センコー運輸整備株式会社
  - 南海通運株式会社
  - 阪神センコー運輸株式会社
  - センコーナガセ物流株式会社
  - センコーメディカルロジスティクス株式会社
  - 江坂運輸株式会社
  - 奈良センコー物流株式会社
  - 岡山センコー運輸株式会社
  - 中四国ロジスティクス株式会社
  - 安全輸送株式会社
    - JCN関東株式会社

  - ハーコブ株式会社
  - 三協貨物株式会社
  - 山陽センコー運輸株式会社
  - 福岡センコー運輸株式会社
  - 株式会社サポロジ
  - 九州センコーロジ株式会社
  - 南九州センコー株式会社
  - 宮崎センコー運輸整備株式会社
  - 宮崎センコーアポロ株式会社
  - センコープランテック株式会社
    - 株式会社綾建設

  - 守山包装株式会社
  - 細島港荷役振興株式会社
  - 三協物流荷役株式会社
  - 三協ロジスティクス株式会社
  - THI Japan株式会社
  - 長崎運送株式会社
  - Senko (USA) INC.
  - SENKO LOGISTICS INDIA PVT.LTD.
  - SENKO LOGISTICS MEXICO S.A.DE C.V.
  - Mexicana de Paqueteria Urgente,S.A.de C.V.
  - Senko Logistics (Europe)GmbH
  - 大連三興物流有限公司
  - 大連扇拡貿易有限公司
  - 青島扇拡物流有限公司
  - 扇拡物流 (上海)有限公司
  - 上海扇拡国際貨運有限公司
  - 中外運扇拡国際冷鏈物流 (上海)有限公司
  - 広州扇拡物流有限公司
  - SENKO INTERNATIONAL LOGISTICS (HONG KONG) Ltd.
  - SENKO (THAILAND)  Co.,Ltd.
  - SENKO LOGISTICS (THAILAND)  Co.,Ltd.
  - SENKO LOGISTICS DISTRIBUTION (THAILAND) CO.,LTD
  - M-SENKO LOGISTICS CO.,LTD
  - Best Global Logistics Co., Ltd.
  - Skylift Consolidator (Pte) Ltd.
  - Air Planners (S) (Pte) Ltd.
  - SENKO-SMI MYANMAR CO.,LTD
  - SENKO DISTRIBUTION SERVICE (VIETNAM) Co.,Ltd.
  - SKC LOGISTICS Co.,Ltd.
  - NanKai Tsu-un(Thailand) Co.,Ltd.
  - Senko Logistics Australia Pty Ltd
  - AIRROAD Pty Ltd
  - Simon National Carriers
  - Infolog Pte Ltd
  - KO-SENKO Logistics Co.,Ltd.
  - NH-SENKO LOGISTICS CO., LTD.

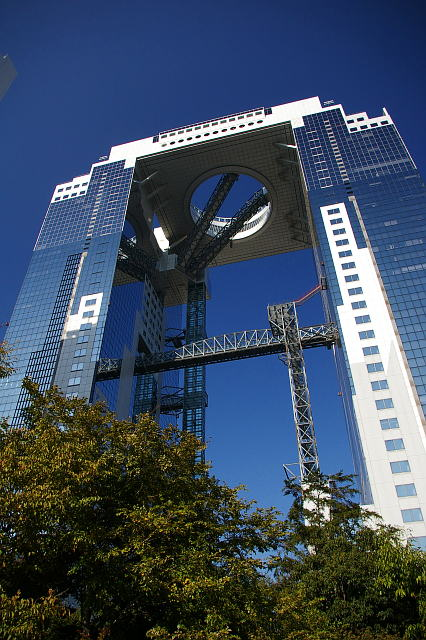
センコー株式会社本社の入居する梅田スカイビル

### 商事事業グループ
- センコー商事株式会社
  - 株式会社丸藤
    - 株式会社オバタ
    - 株式会社オクムラ
    - 株式会社ゼロブランズ

- 株式会社スマイル
  - 富士ラベル株式会社
  - 株式会社タカノ機械製作所
  - アークセラーズ株式会社
  - 上海斯美楽貿易有限公司
  - HONG KONG SMILE CORP LTD.
  - KOREA SMILE CORP.
  - SMILECORP VIETNAM CO., LTD.

- アスト株式会社
  - アズフィット株式会社
  - 株式会社カルタス
  - デリバリーエース株式会社
  - 芙蓉流通株式会社

### ライフサポート事業グループ
- ケアテラス株式会社
- 株式会社イエノナカカンパニー
- 株式会社ブルーアースジャパン
- 株式会社ビーナス
- 株式会社プロケア
- 株式会社ライフイート
- 寺内株式会社
- ダイヤクリーニング株式会社
- 株式会社COSPAウエルネス
- 株式会社ARS
- 株式会社SERIOホールディングス
  - 株式会社セリオ
  - 株式会社セリオガーデン
- センコーフーズ株式会社
- 株式会社センコースクールファーム鳥取
- サムライファーム西都株式会社

### ビジネスサポート事業グループ
- 株式会社センコー保険サービス
- ロジ・ソリューション株式会社
- ロジファクタリング株式会社
- センコー不動産株式会社
- センコー・クリエイティブマネジメント株式会社
- Kyoudou Project株式会社
- 株式会社セルフ・グロウ
- 日制警備保障株式会社
- アムス警備株式会社
- 株式会社クレフィール湖東
- エヌディーシー株式会社
- 株式会社レストラン蒲生
- センコー情報システム株式会社
- S-TAFF株式会社
- センコー・アセットマネジメント株式会社
- センコー・プライベートリート投資法人
- センコービジネスサポート株式会社

### プロダクト事業グループ
- 中央化学株式会社
- APETウエスト株式会社
- 株式会社中央運輸

（以上127社）
※なお、以下の企業とは資本上・業務上の関係を有しない。
- センコー株式会社（本社:兵庫県小野市、事業:インテリア、バストイレタリー製品の製造販売）
- センコー産業株式会社（本社:香川県高松市、事業:注文住宅・分譲住宅・仲介事業）
- センコー物流倉庫株式会社（本社:千葉県八日市場市、事業:貸し倉庫業・貨物自動車運送事業等）

## スポンサー活動

### 提供番組
- COUNT DOWN TV（TBS系、関東ローカル）
- みのもんたの朝ズバッ!（TBS系）
- JNN報道特集（TBS系）
- 笑アップ歌謡大作戦（テレビ朝日系）

### CM出演者
- 巽よしこ
- やるせなす
- 愛乃まーに
- 小桜セレナ
- 橋爪功
- 土田早苗

### スポンサーイベント
- 日本プロゴルフ選手権大会
- 扇興杯女流囲碁最強戦
- SENKO CUPワールド碁女流最強戦

その他日本女子囲碁リーグでチームセンコーグループのスポンサー